# Маккензі Майлс
Блеклі Меддокс (Blaklee Maddox (19 грудня 1986 , Канбі, Орегон ), відома як Маккензі Майлс (англ. Mckenzee Miles) — колишня американська порноакторка і еротична фотомодель.

## Біографія
Народилася в грудні 1986 року в місті Канбі, штат Орегон. Закінчила середню школу в 16 років, достроково (на два роки раніше). З повноліття почала працювати баристою в Starbucks. Завдяки порноакторці Micah Moore почала працювати еротичною моделлю, а згодом, у 2006 році, у 19 років, потрапила в порноіндустрію.
Знімалася з такими порностудіями, як Mile High, Red Light District, Reality Kings, Penthouse, Vivid, Kick Ass Pictures, Brazzers, Hustler, Evil Angel, Lethal Hardcore, Zero Tolerance, New Sensations, Naughty America.
В серпні 2010 року була обрана Penthouse Pet порножурналом Penthouse.
Вийшла з порноіндустрії в 2013 році, знявшись у 253 порнофільмах. Вступила в Орегонський університет, здобула вищу освіту у сфері бізнесу та журналістики.

## Вибрана фільмографія
- Absolute Asses,[7]
- Barely Legal 75,[8]
- Dark Flame,[9]
- Erotica XXX 14,[10]
- Finger Fun 10,[11]
- Girls Will Be Girls 6,[12]
- High Definition,[13]
- It Takes Two 2,[14]
- Look At Me,[15]
- Morgan Dayne's Deviant,[16]
- Pleasure Principle[17],
- Riding Solo 2[18].

## Премії і номінації
| Рік  | Церемонія  | Результат | Номінація                   | Робота                |
| ---- | ---------- | --------- | --------------------------- | --------------------- |
| 2009 | AVN Awards | Номінація | Краща сцена групового сексу | Rachel's Choice       |
| 2011 | AVN Awards | Номінація | Краща сцена POV             | Entry in the Rear POV |